# 東北軍管区部隊
東北軍管区部隊（とうほくぐんかんくぶたい）は、第二次世界大戦中の1945年に、日本の東北地方にあたる東北軍管区の非作戦部隊・官衙・地域防衛組織をまとめて編成した日本陸軍の部隊である。東北軍管区司令部に隷した。

## 概要
東北軍管区は、従来の東部軍管区から東北地方を割いて1945年2月11日に設けられた。これを管轄地とする司令部が東北軍管区司令部で、隷する部隊を東北軍管区部隊と呼んだ。軍管区部隊は、作戦部隊を除いた部隊・官衙と民間防衛組織を軍管区司令部の下に一括したもので、有機的なまとまりはない。そして、東北軍管区の防衛を担任した作戦軍は第11方面軍である。方面軍司令部と軍管区司令部は、司令官・参謀長と大部分の司令部要員が兼任しており、作戦と管区という二つの指揮系統を結び合わせていた。
兵力の中心は、仙台師管区と弘前師管区に対応する仙台師管区部隊と弘前師管区部隊である。師管区部隊の中心は各種補充隊で、兵士の訓練と部隊の編成にあたった。

## 部隊の人員と配置

### 東北軍管区編制人員表による編制
「東北軍管区編制人員表」による編制上の定員。合計は約5万8千人で、その半数以上が地区特設警備隊だが、実数は異なる可能性がある。軍人と軍属の数は分けている。かっこ内の年月は、その編制が定められた時で、それ以前の定員は異なるが、多くの場合大差ない。
- 東北軍管区司令部  - 596人、軍属15人。
  - 仙台師管区司令部 - 264人、軍属12人。
    - 補充隊（歩兵3個、砲兵・工兵・通信・輜重兵各1個）- 8084人、軍属7人。
    - 連隊区司令部（仙台・福島・山形） - 355人、軍属70人。
    - 地区司令部（仙台・福島・山形） - 142人（うち兼任者21人）。
      - 地区特設警備隊（仙台20個、福島24個、山形18個） - 18600人。

    - 仙台師管区制毒訓練所 - 28人（うち兼任者1人）、軍属1人
    - 仙台陸軍拘置所 - 兼任者1人、軍属兼任者7人。
    - 特設警備工兵隊（第12、第13） - 1860人。
    - 山形陸軍病院 - 93人。
    - 若松陸軍病院 - 114人。

  - 弘前師管区司令部 - 260人、軍属16人。
    - 補充隊（歩兵2個、砲兵・工兵・通信・輜重兵各1個） - 8689人、軍属6人。
    - 連隊区司令部（青森・盛岡・秋田） - 249人（うち兼任者24人）、軍属45人。
    - 地区司令部（青森・盛岡・秋田） - 142人（うち兼任者21人）
      - 地区特設警備隊（青森14個、盛岡17個、秋田12個） - 12900人。

    - 弘前師管区制毒訓練所 - 2人、軍属1人
    - 弘前陸軍拘禁所 - 兼任者1人、軍属兼任者7人
    - 特設警備工兵隊（第9、第10、第11） - 2790人。
    - 弘前陸軍病院 - 552人。
    - 盛岡陸軍病院 - 70人。
    - 秋田陸軍病院 - 78人。

  - 電信第4連隊補充隊 - 511人、軍属12人（1945年3月）。
  - 第3地下施設隊 - 699人（1945年2月）。
  - 建築勤務第501中隊 - 511人（1945年6月）。
  - 東北軍管区防疫部 - 63人、軍属13人（1945年3月）。
  - 仙台第一陸軍病院 - 603人、軍属10人（1944年8月）。
  - 仙台第三陸軍病院 - 204人（1945年5月）。
  - 青森陸軍病院 - 26人（1944年8月）。
  - 仙台俘虜収容所 - 45人、軍属105人（1945年3月）。

### 戦史叢書による終戦時部隊位置
戦史叢書『本土決戦準備』<1> 付表が示す編成と終戦時の所在地。
- 東北軍管区司令部 - 宮城県仙台市
  - 仙台師管区部隊
    - 仙台師管区司令部 - 山形県山形市
    - 補充隊（歩兵・砲兵・工兵・通信・輜重兵各1個）
    - 連隊区司令部（仙台・福島・山形）
    - 地区司令部（仙台・福島・山形）
      - 地区特設警備隊（仙台20個、福島24個、山形18個

    - 仙台第三陸軍病院 - 仙台市
    - 若松陸軍病院 - 福島県若松市（現在の会津若松市）
    - 特設警備工兵隊（第12、第13）
    - 仙台陸軍拘置所 - 仙台市

  - 弘前師管区部隊
    - 弘前師管区司令部 - 青森県弘前市
    - 補充隊（歩兵2個、砲兵・工兵・通信・輜重兵各1個）
    - 連隊区司令部（青森・盛岡・秋田）
    - 地区司令部（青森・盛岡・秋田）
      - 地区特設警備隊（青森14個、盛岡17個、秋田12個）

    - 弘前陸軍病院 - 弘前市
    - 青森陸軍病院 - 青森県筒井村（現在は青森市の一部）
    - 秋田陸軍病院 - 秋田県秋田市
    - 弘前陸軍拘禁所 - 弘前市
    - 特設警備工兵隊（第9、第10、第11）

  - 電信第4連隊補充隊 - 青森県青森市
  - 第3地下施設隊 - 宮城県広瀬村（現在は仙台市の一部）。
  - 建築勤務第501中隊 - 仙台市。
  - 東北軍管区防疫部 - 宮城県色麻村（現在の色麻町）。
  - 東北軍管区臨時軍法会議 - 仙台市
  - 仙台第一陸軍病院 - 宮城県鳴子町
  - 盛岡陸軍病院 - 岩手県盛岡市
  - 山形陸軍病院 - 山形市
  - 仙台俘虜収容所 - 岩手県黒沢尻（北上市）。
  - 第7野戦補充馬廠 - 青森県三本木町（現在は十和田市の一部）